# O̤̍
Cette page contient des caractères spéciaux ou non latins. S’ils s’affichent mal (▯, ?, etc.), consultez la page d’aide Unicode.
O̤̍ (minuscule : o̤̍), appelé O tréma souscrit ligne verticale, est un graphème et une lettre additionnelle de l’alphabet latin utilisée en puxian. Elle est composée d’un O, d’un tréma souscrit et d’un ligne verticale.

## Représentations informatiques
Le O tréma souscrit ligne verticale peut être représenté avec les caractères Unicode suivants (latin de base, diacritiques), :
| formes    | représentations | chaînes de caractères | points de code       | descriptions                                                              |
| --------- | --------------- | --------------------- | -------------------- | ------------------------------------------------------------------------- |
| capitale  | O̤̍               | O◌̤◌̍                   | U+004F U+0324 U+030D | lettre majuscule o diacritique tréma souscrit diacritique ligne verticale |
| minuscule | o̤̍               | o◌̤◌̍                   | U+006F U+0324 030D   | lettre minuscule o diacritique tréma souscrit diacritique ligne verticale |